# Lupinjak
Lupinjak är en ort i Kroatien.   Den ligger i länet Krapina-Zagorjes län, i den norra delen av landet, 50 km norr om huvudstaden Zagreb. Lupinjak ligger 335 meter över havet och antalet invånare är 369.
Terrängen runt Lupinjak är huvudsakligen kuperad, men åt sydost är den platt. Runt Lupinjak är det ganska tätbefolkat, med 230 invånare per kvadratkilometer. Närmaste större samhälle är Pregrada, 4,2 km söder om Lupinjak. Omgivningarna runt Lupinjak är en mosaik av jordbruksmark och naturlig växtlighet.